# Heidelberger Hütte

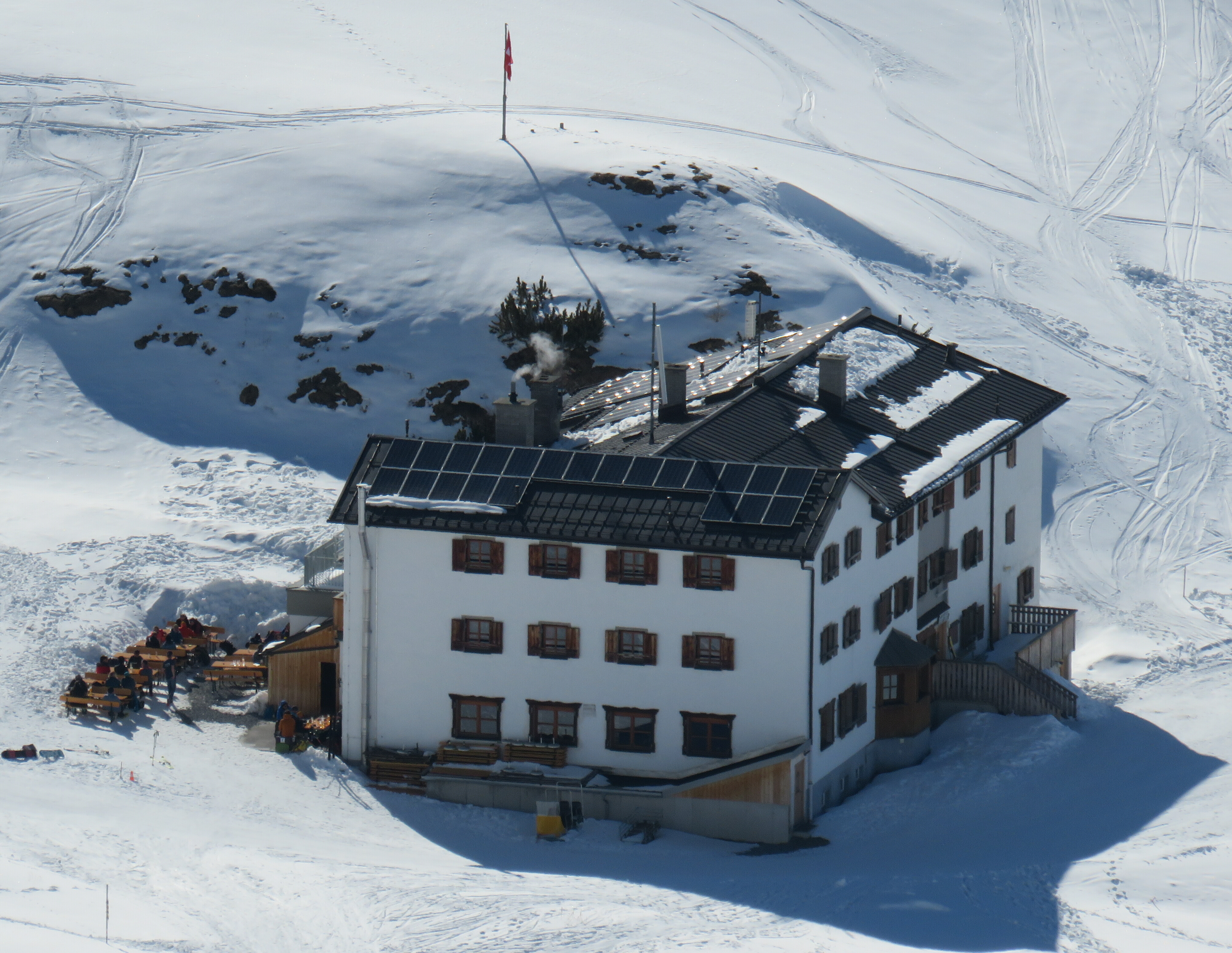
Heidelberger Hütte im Jahr 2023 gesehen von Südosten

Die Heidelberger Hütte ist eine Schutzhütte der Sektion Heidelberg des Deutschen Alpenvereins auf 2264 m ü. M. Höhe im hinteren Fimbatal am Fuss des Fluchthorns (3399 m) in der Silvretta. Erbaut wurde sie im Jahr 1889 und seither immer wieder erneuert und erweitert. Heute ist sie ein komfortabel ausgestattetes Schutzhaus. Beliebt als Tourenstützpunkt ist sie vor allem im Winter und Frühling bei Skitourengehern, die von hier aus die Silvrettadurchquerung beginnen oder die zahlreichen umliegenden Skitourengipfel besteigen. Im Sommer wird die Hütte auch von Mountainbikern geschätzt, da die Hütte an der Transalp-Route liegt und als Stützpunkt dient.

## Lage

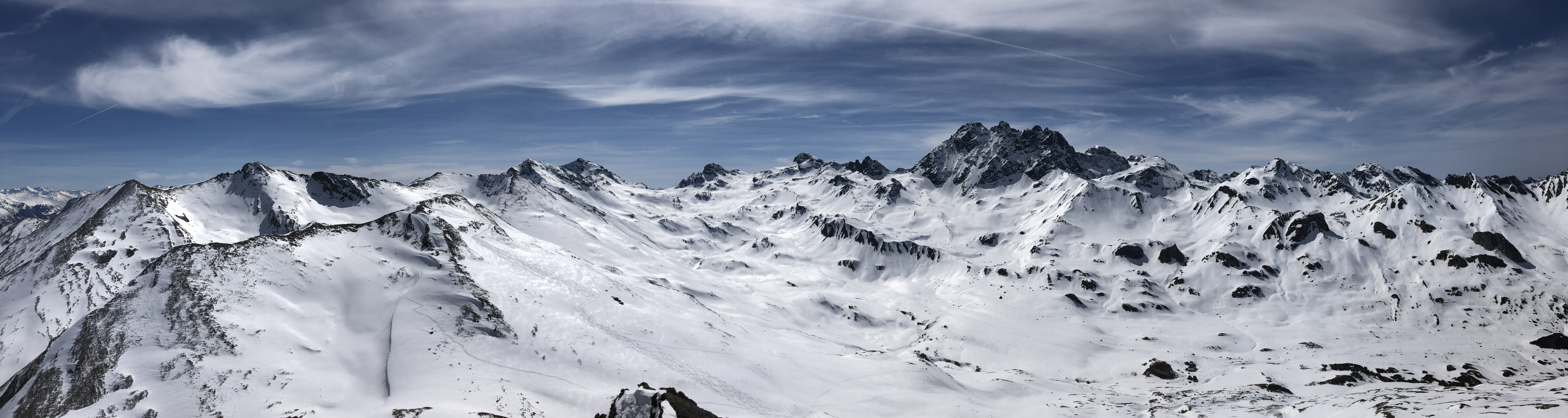
Oberes Val Fenga (Fimbertal/Fimbatal) mit Hohem Kogel, Fuorcla Larein (Ritzenjoch), Heidelberger Spitze, Piz Larein (Lareinfernerspitze), Schnapfenspitze, Fluchthorn, Zahnjoch, Zahnspitze, Paulcketurm, Krone, Falsches Kronenjoch, Piz Faschalba (Grenzeckkopf), Breite Krone, Piz Tasna, Piz Laver, Piz Davo Dieu, Piz Davo Lais, Piz Mottana und Ils Chalchogns (von rechts nach links), mittig hinten die Fuorcla da Tasna, rechts unten die Heidelberger Hütte

Das Schutzhaus ist die einzige Hütte des Deutschen Alpenvereins, die ca. 3 km südlich der Grenze zu Österreich im Kanton Graubünden auf Schweizer Boden liegt. Auf Schweizer Wegweisern wird sie auch als Chamanna Fenga bezeichnet. Sie steht auf Gebiet der politischen Gemeinde Valsot in der Schweiz, wird allerdings vom österreichischen Ischgl in Tirol aus bewirtschaftet (Zufahrt über Fahrweg, für öffentlichen Verkehr gesperrt, im Winter während der Bewartungszeit mit Pistenraupe präparierter Skiweg). Im Umfeld der Hütte ist das Fimbatal recht breit und auf der Westseite wird die Hütte von einer in Nord-Süd-Richtung verlaufenden Kette von Dreitausendern eingerahmt, darunter die Heidelberger Spitze, der Piz Larein und der zweithöchste Gipfel der Silvretta, das Fluchthorn. Auf der Ostseite befindet sich ebenfalls eine Bergkette mit dem Piz Val Gronda, dem Piz Davo Sassè sowie dem Piz Davo Lais, wobei dazwischen der Fimberpass liegt, ein wichtiger Übergang in das Unterengadin.

## Zugänge

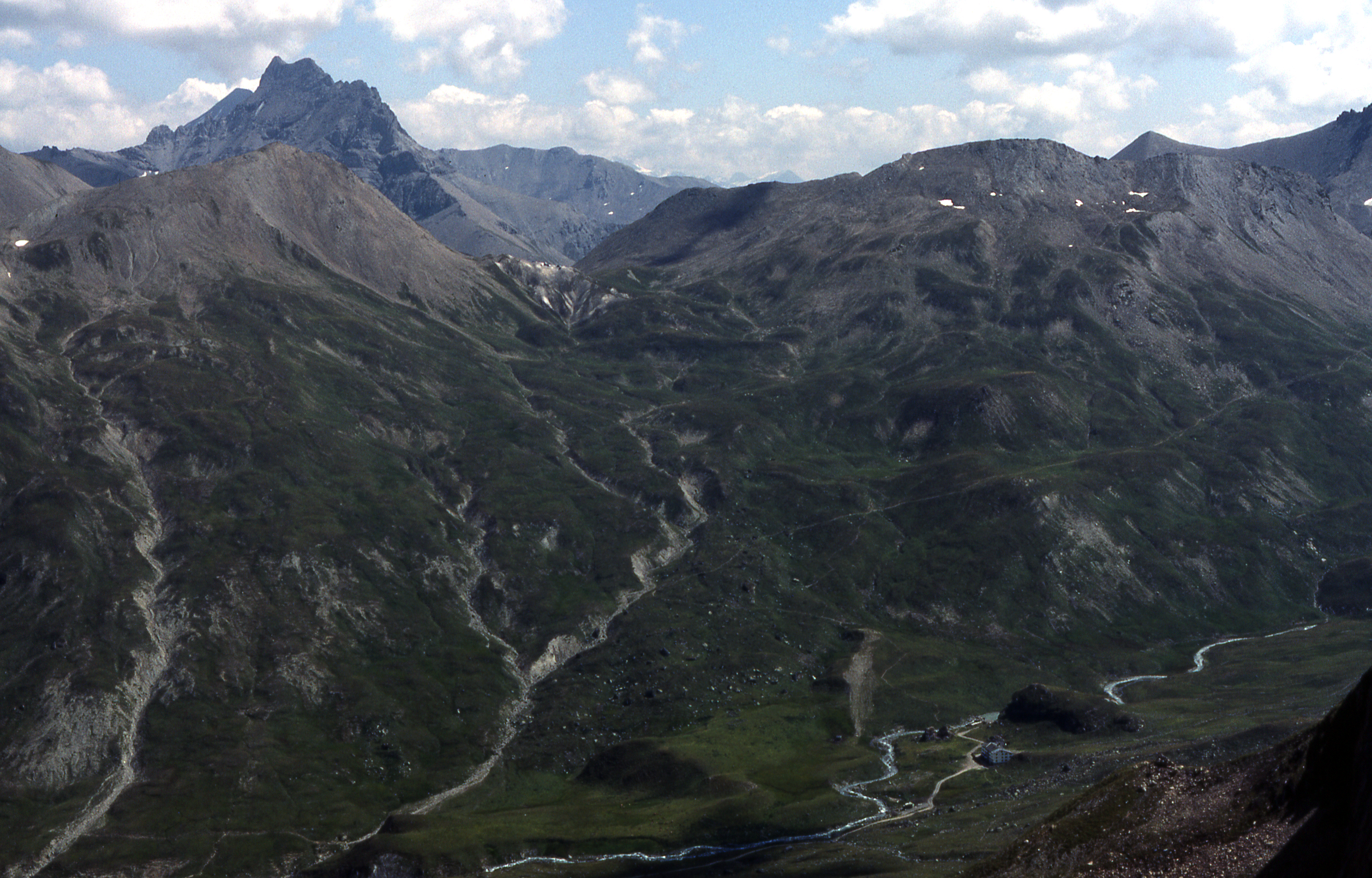
Heidelberger Hütte, Stammerspitze, Piz Davo Sassè, Ils Chalchogns vom westlich gelegenen Ritzenjoch gesehen (1980)

Die üblichen Zugänge sind von Ischgl durch das Fimbatal über die Bodenalpe (4 Stunden) und von Galtür durch das Lareintal über das Ritzenjoch (5 Stunden). Aus der Schweiz ist die Hütte von Ramosch durch das Val Sinestra (6 Stunden), von Samnaun durch das Zeblastal (4 Stunden) und von Scuol über den Ostgrat des Piz Tasna (Aufstieg nicht an einem Tag zu empfehlen) erreichbar.
Weiterhin erreicht man sie aus dem Jamtal durch das Futschöltal über das Kronenjoch, im Winter auch mit Tourenski. Der kürzere Weg über das steilere Zahnjoch wurde aufgrund des Gletscherrückgangs aufgelassen.
Im Winter kann die Hütte per Skiabfahrt im freien ungesicherten alpinen Gelände seit dem Bau der Luftseilbahn auf den Piz Val Gronda direkt aus dem Skigebiet der Silvretta Arena (Ischgl, Samnaun) erreicht werden (alpine Gefahren, insbesondere Lawinengefahr beachten, markiert durch Schneestangen). Alternativ ist ein Aufstieg mit Tourenski oder Schneeschuhen möglich, entweder direkt von Ischgl durch das Fimbatal (ca. 16 km) oder kürzer ab der Mittelstation der Fimbabahn. Ab dem Ende der Skipisten im Fimbatal bei der Gampenbahn (Gamepnalpe) geht die Route in einen mit Schneestangen markierten Skiweg über.

## Ausstattung

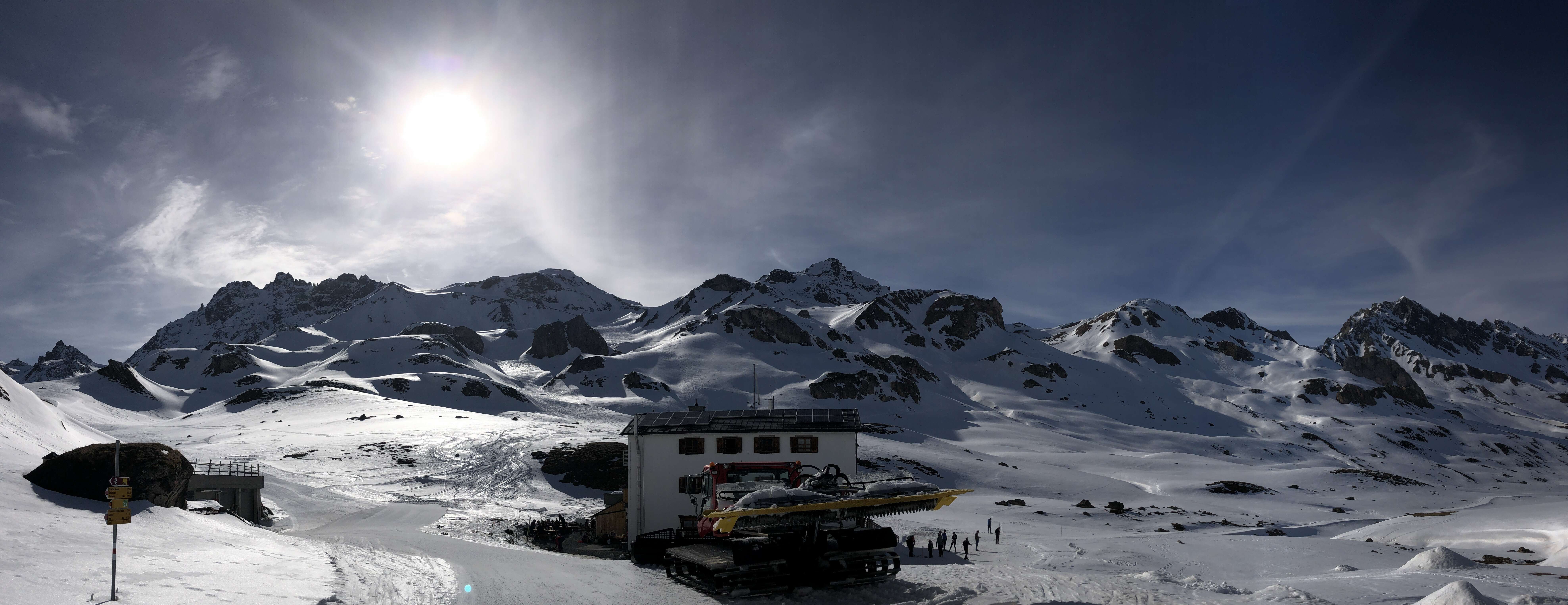
Heidelberger Hütte im Winter mit Nebengebäude (links) und Terrasse (Mitte links) mit Zahnspitze, Zahnjoch, Fluchthorn, Lareinfernerspitze, Heidelbergerscharte, Heidelbergerspitze, Ritzenjoch (Fuorcla Larein), Hoher Kogel, Gamspleissattel und Gamspleisspitze (von links nach rechts), rechts die Zuwegung von Ischgl (präparierter Skiweg)

Das Schutzhaus verfügt in den oberen Stockwerken über insgesamt 136 Schlafplätze aufgeteilt in 8 Doppelzimmer, 64 Betten in Mehrbettzimmern und 56 Plätze in Matratzenlagern. Eine große Gaststube, die Küche, Büro sowie Schuh-/Trockenraum und der Seminarraum mit 60 Plätzen und moderner Medientechnik befinden sich im Erdgeschoss. Im Kellergeschoss gibt es neben Lager- und Technikräumen einen Skikeller mit direktem Zugang von außen. Ein Winterraum ist nicht vorhanden. Hinter der Hütte befinden sich die Terrasse sowie eine Sauna, gegenüber das Nebengebäude für Technik und Fuhrpark. Sanitäranlagen sind auf allen Etagen vorhanden, im Übernachtungsbereich gibt es neben Warmwasser auch Duschen. Die Hüttenversorgung erfolgt im Sommer über den Fahrweg, im Winter mittels Schneefahrzeugen wie Pistenbully 400 und Hägglunds Bandvagn 206; auch Gepäcktransport ist möglich.

## Touren

### Gipfelbesteigungen
- Heidelberger Spitze (2963 m, 2 bis 3 Stunden)
- Gemsbleisspitze (3014 m, 3 Stunden)
- Breite Krone (3079 m, 2½ Stunden)
- Fluchthorn (3399 m, 4 bis 5 Stunden, Schwierigkeitsgrad II–III) – seit dem 11. Juni 2023 nach dem Felssturz am Fluchthorn bis auf Weiteres aus Sicherheitsgründen langfristig gesperrt, ursprüngliche Normalroute auf den Südgipfel nicht mehr begehbar.

### Skitouren
- Piz Val Gronda (2811 m, 2 Stunden)
- Piz Davo Sassè  (2792 m, 1½ Stunden)
- Ils Chalchogns  (2792 m, 1½ Stunden)
- Piz Davo Lais  (3027 m, 3½ Stunden)
- Piz Davo Dieu (2889 m, 3 Stunden)
- Piz Laver (2984 m, 4 Stunden)
- Piz Tasna  (3179 m, 4 bis 5 Stunden)
- Breite Krone (Curuna Lada) (3079 m, 3 Stunden)
- Bischofspitze  (3029 m, 3½ Stunden)
- Breite Krone (3079 m, 3 Stunden)
- Schnapfenspitze (3219 m, 4 Stunden, aufgrund sehr steiler, hochgelegener Nordhänge sehr sichere Schneeverhältnisse erforderlich)
- Lareinfernerspitze (Piz Larein) (3009 m, 2½ Stunden)
- Heidelberger Spitze (2963 m, 2 Stunden)

### Mountainbike
- Transalp Fimberpass (2600 m, höchster Punkt der Transalp)
- Von Ischgl zur Heidelberger Hütte (2264 m, 2 Stunden)
- Von der Heidelberger Hütte über den Fimberpass nach Samnaun und zurück nach Ischgl (4000 Höhenmeter, 6 Stunden)

Seit 1995 wird die Heidelberger Hütte auf der Joe-Route, seit 2004 auch auf der Albrecht-Route angefahren. Diese alpinen Touren enden beide am Gardasee.

### Übergänge
- Über das Ritzenjoch (Fuorcla Larein) (2687 m) oder das Larainfernerjoch (2835 m) in das Lareintal und weiter nach Galtür bzw. Mathon
- Über das Zahnjoch (2945 m) zur Jamtalhütte in 3,5 bis 4,5 Stunden, aufgelassener Weg (Markierung und Beschilderung entfernt) – Übergang über das Zahnjoch seit dem 11. Juni 2023 nach dem Felssturz am Fluchthorn bis auf Weiteres aus Sicherheitsgründen langfristig gesperrt
- Über das Kronenjoch (2974 m) am Finanzerstein (Hüttenähnlicher Unterstand im Fels) durch das Futschöltal zur Jamtalhütte (2165 m) in 4,5 bis 5,5 Stunden, markierter Weg (neue Wegführung im Bereich Breites Wasser seit Felssturz am Fluchthorn, alter Weg nicht mehr benutzbar)
- Über den Fourcla da Tasna (2808 m) in das Val Urschai und weiter durch das Val Tasna nach Ardez in 6 Stunden

## Karten
- SchweizMobil (online, Link auf Wanderland, Link auf Mountainbikeland)
- Alpenvereinskarte 26 Silvrettagruppe (1:25.000)